# 岡山県立林野高等学校
岡山県立林野高等学校（おかやまけんりつ はやしのこうとうがっこう）は、岡山県美作市三倉田にある県立高等学校。

## 概要
1908年に倉敷女学校として創立。普通科設置。
岡山県立高等学校の再編整備（統廃合）により、2006年（平成18年）4月に岡山県立大原高等学校を統合。2009年（平成19年）4月には岡山県立江見商業高等学校と統合し、両校の事務を継承した。

## 沿革
- 1908年 - 倉敷女学校を倉敷尋常高等小学校に附設
- 1917年 - 倉敷町立倉敷女学校設置
- 1918年 - 町名の改称に伴い、林野町立林野実科女学校と改称
- 1920年 - 林野町立林野実科高等女学校となる
- 1928年 - 県営となり、岡山県林野高等女学校と改称
- 1948年 - 学制改革に伴い、岡山県立林野高等学校となる
- 1993年 - 家政科の募集停止
- 1995年 - 家政科閉科
- 2003年 - 普通科単位制に変更
- 2004年 - 岡山県立大原高等学校と統合
- 2007年 - 岡山県立江見商業高等学校と統合
- 2019年 - 全国募集を開始

## 学校祭
毎年9月上旬に開催。愛称は「あがりん祭」。愛称の意味は、岡山県北の方言での「ちょっと家へ上がってお茶でも飲んで」の意味と、校地の前を流れる吉野川の愛称「あがた川」と林野高校の「林」の掛詞になっている。この名称は、2000年（平成12年）から使用されている。

## 著名な関係者

### 出身者
- あさのあつこ - 小説家、「バッテリー」原作者
- 新田佳浩 - クロスカントリースキー選手、2010年バンクーバーパラリンピック日本選手団主将
- 泉水文雄 - 神戸大学名誉教授、法学者
- 植月英俊 - 画家、教諭
- 大谷健太郎 - 映画監督
- 春名直章 - 元衆議院議員（日本共産党）、日本共産党高知県委員長
- 井口尊仁 - 経営者、DOKI DOKI, INC.最高経営責任者
- マリッジスターこうもと - お笑い芸人

### 教職員
- 門上千恵子 - 日本初の女性検事、弁護士

## アクセス
- JR林野駅 徒歩約25分
- 美作共同バス「上本町」停留所
- 宇野バス、赤磐市広域路線バス「本町」停留所
- なぎバス「林野高校」停留所（勝間田駅発は乗車のみ、勝間田駅行は降車のみ）